# Leixlip
Leixlip (forma anglicizzata) o Léim an Bhradáin (in irlandese) è una cittadina nel nordest della contea di Kildare, nella Repubblica d'Irlanda, a est delle terre centrali dell'Irlanda. È situata alla confluenza dei fiumi Liffey e Rye, lungo il confine degli antichi regni di Leinster e Brega. La città ha una popolazione costantemente in crescita di circa 20 000 abitanti, poiché vi risiedono sia i lavoratori locali sia i pendolari che lavorano a Dublino, situata a soli 17 km di distanza. Il nome della città deriva dal vichingo Lax Hlaup, che significa "salto del salmone". Anche il nome gaelico ha lo stesso significato. A Leixlip hanno sede due grandi aziende: la Intel e la Hewlett-Packard.
È anche il luogo in cui Arthur Guinness costruì il suo primo birrificio prima di trasferirsi al St. James's Gate Brewery a Dublino nel 1759, dove cominciò a produrre la Guinness. Storicamente, è stata luogo di una famosa battaglia (la Battaglia di Confey), in cui il Re Vichingo Sigtrygg Gael di Dublino sconfisse l'Irlandese Re di Leinster nel 917.

## Politica
Leixlip è governata da un Consiglio Comunale composto da nove membri e guidato da un Cathaoirleach (presidente). Il Consiglio ha controllo su molti degli avvenimenti locali, tuttavia non ha potere di pianificazione. Elegge quattro consiglieri del Consiglio di Contea di Kildare in accordo con Maynooth.

## Economia

### Industria
Le due maggiori industrie di Leixlip appartengono alla Intel, che possiede un complesso formato dai Fabbricati (linee di produzione) 10, 14, 24, e 24-2 della produzione della Intel. L'altra grande azienda presente è la Hewlett-Packard. La maggior parte degli altri impieghi a Leixlip sono nella vendita e nel commercio di licenza (ulteriori dettagli in fondo alla pagina)

## Attrazioni locali
Tra le attrazioni del luogo spicca il Leixlip Castle, costruito su una roccia alla confluenza dei fiumi Liffey e Rye Water, e risalente al periodo dell'invasione Normanna del 1171. Tra i suoi abitanti vanta l'arcivescovo Stone, Primate protestante, il Viceré Lord Townshend, Lord Waterpark e il Barone De Roebuck. Nel 1945 il castello fu venduto a William Kavanagh e successivamente fu acquistato dall'uomo chiamato The Hon, Desmond Guinness, nel 1958.
Il gruppo rock U2 ha tenuto un concerto a Leixlip Castle il 27 luglio 1980, durante la manifestazione "The Dublin Festival, 1980", alla quale parteciparono anche i Police Archiviato il 29 ottobre 2013 in Internet Archive.. La parte centrale del concerto fu quella dei Police, preceduti da Squeeze e seguiti dagli U2. Nel marzo del 1980 il castello fu luogo del concerto dei Boomtown Rats, a cui il governo aveva proibito di tenere concerti a Dublino (anche all'aperto)
Di notevole interesse anche la Castletown House & The Wonderful Barn: Castletown House è la più grande casa Palladiana in Irlanda - l'architettura dell'edificio portò alla costruzione della Leinster House e fu ripresa in seguito per costruire la Casa Bianca a Washington. Iniziata nel 1722 dal portavoce William Conolly (1662-1729), portavoce del Parlamento irlandese, i terreni e la casa stessa si trovano nel territorio del comune di Celbridge tuttavia vi è un ingresso a Leixlip, perciò ora esistono due quartieri residenziali chiamati Castletown, uno in ciascuna città. Nel 1743 fu costruito un edificio conico visibile dall'ala orientale di Castletown, chiamato The Wonderful Barn. La particolarità di questo edificio sono le scale che salgono verso l'alto lungo la parete esterna. Altro elemento degno di nota è la sorgente termale di Leixlip, una sorgente termale scoperta dai lavoratori durante la costruzione del Royal Canal che attraversa la città.

## Scuola ed educazione
Come la religione e le attività sportive, anche l'educazione a Leixlip è divisa tra le due parrocchie cattoliche, Nostra Signora della Natività a Leixlip e St. Charles Borromeo a Confey.
La parrocchia di Leixlip ha cinque scuole - una scuola media comprensiva privata e quattro scuole elementari.
L'istituto privato di Confey College accoglie circa 600 allievi in totale di entrambi i sessi, e come la Colaiste Chiarain è aperta a tutti. Il nome "San Carlo", è utilizzato proprio in italiano e non è stato tradotto in irlandese (risulterebbe essere "Naomh Cathal").

## Società

### Religione
Sul territorio di Leixlip si trovano in due parrocchie cattoliche, la parrocchia di Leixlip (dedicata a Nostra Signora della Natività) e la parrocchia di Confey (dedicata a St. Charles Borromeo), ciascuna con una propria chiesa parrocchiale. Su Main Street a Leixlip si trova inoltre la parrocchia anglicana di St Mary's.
Gli abitanti di Leixlip si identificano tra loro secondo la parrocchia di nascita. Le due parti della città, ovvero la parrocchia di Confey e la parrocchia di Nostra Signora della Natività sono separate dal fiume Rye. La parrocchia di Confey è situata sul Captain's Hill e gli abitanti della zona sono comunemente detti 'Hillers' (i 'collinari'), mentre gli abitanti della seconda parrocchia sono noti come i 'Far-Enders' (i 'lontani'). Tra le due parti esiste una sana rivalità.

## Attività sportive
Leixlip ha due squadre di GAA (sport nazionale irlandese), Leixlip GAA e Confey GAA.
Vi sono inoltre tre squadre di calcio a livello amatoriale, Confey FC, Leixlip United FC e Leixlip Town FC. Sia il Confey FC che il Leixlip United FC partecipano al campionato del Distretto di Dublino (le squadre senior sono iscritte al campionato di calcio del Leinster). Le squadre del Leixlip Town FC invece partecipano ai campionati della contea di Kildare.
La squadra di rugby del Barnhall Rugby Football Club, che compete a livello nazionale ha la propria sede nei pressi di Wonderful Barn. La squadra di atletica Le Cheile Athletics Club si allena presso il centro sportivo della città e i suoi membri competono su pista (sia indoor che outdoor) e su corsa campestre a livello di contea, provinciale e nazionale.
Il Liffey Celtics è la squadra locale femminile di pallacanestro per ragazze dagli 8 ai 16 anni.
Ci sono 5 squadre minorili iscritte al campionato dell'area di Dublino. Sia gli allenamenti che le partite hanno luogo al centro sportivo.

## Infrastrutture e trasporti
Leixlip si trova lungo l'autostrada M4 sulla statale R113 (poi ridefinita N4) nei pressi di Lucan in direzione di Dublino. La R113 procede da Leixlip a Maynooth, mentre la R404 collega Leixlip a Celbridge. Leixlip si trova sulla linea ferroviaria che collega Dublino a Sligo, ed ha due stazioni, Leixlip Louisa Bridge e Leixlip Confey che si trovano alle due estremità della città. Non ha un servizio di InterCity verso Sligo, ma c'è invece la navetta per Maynooth con frequenza di treni molto alta al mattino e alla sera. Alcuni servizi proseguono fino a Mullingar e Longford.

## Festival
Il Festival di Leixlip (precedentemente noto come Festival del Salmone) ha luogo ogni anno dal 1990 durante il weekend del bank holiday di giugno. Offre musica dal vivo nei pub, un certo numero di concerti all'aperto e un carnevale per le strade.